# Kandó Kálmán
Egerfarmosi és sztregovai Kandó Kálmán (Pest, 1869. július 10. – Budapest, 1931. január 13.) magyar mérnök, a nagyfeszültségű háromfázisú, ipari frekvenciájú váltakozóáramú vontatás első alkalmazója mozdonyoknál, a fázisváltó kidolgozója, a vasútvillamosítás úttörője, a Magyar Tudományos Akadémia levelező tagja.

## Családja
A régi nemesi egerfarmosi és sztregovai Kandó családból származott Egerfarmosi és sztregovai Kandó Géza (1840–1906) és gulácsi Gulácsy Irma (1845–1933) gyermekeként született. Apai nagyszülei egerfarmosi és sztregovai Kandó József (1797–1884), Fejér vármegye alispánja, és pesti táblai ügyvéd, és baracskai Szűcs Klára (1797–1885) voltak.
Kandó Kálmán 1898. szeptember 11-én Rozsnyón eljegyezte, majd 1899. február 2-án Budapesten, a Terézvárosban feleségül vette a nála 11 évvel fiatalabb Posch Ilona Mária Petronellát (1880–1913), Posch Gyula (1851–1923) és Horváth Ilona lányát. 1899 telén született Kálmán fiuk, 1901-ben Sára Ilona leányuk. 1913. július 9-én felesége veseelégtelenségben hunyt el Rozsnyón. 1922. október 18-án Kálmán fia öngyilkosságot követett el. 1923. július 7-én lánya férjhez ment, 1924. június 5-én született unokája, György.

## Életpályája
Gimnáziumi tanulmányait az 1904-ben épült Fasori lutheránus gimnázium elődjének számító, Sütő utcai Budapesti Evangélikus Gimnáziumban kezdte. Szülei a zsúfolt iskolából egy kisebb osztálylétszámú iskolába, a Kármán Mór alapította gyakorló gimnáziumba íratták át. Mivel az iskola csak kétévenként indított osztályt, Kandó a hatodik osztályt kétszer végezte el. Ebben az elitiskolában érettségizett le. 1888-ban beiratkozott a budapesti József Műegyetemre. A villamosság korán felkeltette érdeklődését. Negyedéves hallgatóként pályadíjat nyert az egyik elektrotechnikai dolgozatával. Szigorlatra egy villamos hajtású futódaru tervét adta be. 1892-ben kapta meg a gépészmérnöki oklevelet. Tanulmányait kitűnő minősítéssel végezte el. Gépész- és villamos ismereteit későbbi pályafutása során sikeresen kamatoztatta.
Egyetemi évei után, 1893 őszéig a haditengerészetnél szolgált, majd Párizsba utazott. A Compagnie de Fives-Lille villamos gyárának tervezési osztályán kapott állást. Ez a vállalat abban az időben rendezkedett be a Nikola Tesla által feltalált és Európában Michael Dolivo-Dobrowolsky által továbbfejlesztett indukciós motorok gyártására. Az indukciós motorok gyártására kidolgozott egy teljesen új szerkesztési–számítási eljárást, amely gazdaságos villanymotorok gyártását tette lehetővé.

### A Ganz-gyárban
Ma már nem deríthető ki pontosan, de feltehetőleg Korda Dezső ajánlásának köszönhetően híre eljutott Mechwart Andráshoz. A budapesti Ganz és Társa gyár 1878-ban létrehozott egy osztályt az elektromos berendezések gyártására, amelyet akkoriban Zipernowsky Károly vezetett. 1894-ben szerették volna bevezetni az indukciós motorok hazai gyártását, s a szervezés lebonyolítására felkérték Kandó Kálmánt. A kitűnő mérnök a munkáját sikeresen végezte, franciaországi tapasztalatait felhasználva néhány hónap alatt meghonosította a háromfázisú indukciós motorok gyártását, sőt tulajdonképpen nevéhez köthető az akkor forgóáramnak nevezett többfázisú áramrendszer Ganzban történő bevezetése. A háromfázisú energiatermeléshez és -elosztáshoz a Ganznak rendelkeznie kellett megfelelő generátorokkal és transzformátorokkal. Ezek tervezése és gyártásuk beindítása ugyancsak Kandóhoz kötődik. Amikor Zipernowsky 1895-ben a műegyetemen tanszéki állást kapott, Kandó a szerkesztési osztály vezetője lett. Kandó számításai és tervei alapján a legnagyobb teljesítményű AF gépek készültek az 1897 szeptemberében üzembe helyezett Etsch vízerőmű részére, amely Merano, illetve Bolzano városok villamosenergia-igényét elégítette ki. Kandó korai villamosgép-tervezői munkásságának csúcspontja azonban az indukciós motorok magyarországi bevezetése terén az FF jelzésű motorsorozat megalkotása volt. Ezek az 1899-ben tervezett, és évtizeden keresztül 300, illetve 3000 voltos névleges feszültségre készült, nagyon széles teljesítményhatárok között gyártott háromfázisú motorok a Ganz-gyár legsikeresebb villamos gépei közé tartoztak. A teljesítményegységre jutó súlyukkal általános nemzetközi elismerést arattak. Az indukciós motorok kiváló tulajdonságait megismerve ezeket a motorokat a vasúti vontatásban is hasznosítani kívánta. Külföldi tanulmányútjai során különféle vasúti megvalósításokat tanulmányozott. Kezdeményezésére a Ganz foglalkozni kezdett a háromfázisú villamos vontatás előkészületeivel, ennek során a Népligetben  a Ganz–MÁVAG mellett 800 méteres kísérleti próbapályát építettek. A vasúti kocsit egy kétfázisú indukciós motor hajtotta. 1897-ben Amerikában, a baltimore-i pályaudvarokat összekötő 5,8 kilométer hosszú alagútban futó 600 voltos egyenáramú vasutat tanulmányozta. Itt ismerte fel, mennyire gazdaságtalan, 100 kilométeres nagyságrendű távolság esetén alkalmatlan az egyenáramú, kisfeszültségű villamos vontatás.

### Váltakozó áramú vontatás
1898-ban a Genfi-tó partján üzembe helyezték az első háromfázisú kisvonatot egy 300 méter hosszú, 20 méteres szintkülönbségű vonalon. Az olasz nagyvasutak villamosítási programja egybeesett a Ganz ismert háromfázisúvontatás-kísérleteivel. A Rete Adriatica társaság ezért a Valtellina vasútvonal villamosítását a Ganznál rendelte meg, így a Kandó által kidolgozott rendszer lett a háromfázisú vontatás bölcsője és később Olaszországban annyira uralkodóvá vált, hogy a „sistema italiano” nevet kapta. A Tellina-völgyről elnevezett 106 km hosszú, nehéz terepviszonyú vonalon bizonyítani lehetett, hogy jobb a gőzvontatásnál. A feladat teljesítését több hírneves nagyvállalat rendkívül kockázatosnak tartotta, ezért elzárkózott tőle. Mechwart András, a Ganz-gyár akkori igazgatója 1898-ban Kandó Kálmánnal konzultálva elvállalta az olaszországi Valtellina-vonal 3000 voltos háromfázisú, 15 herzes vasútvillamosítását. Kandónak ez volt az első önálló fejlesztése. Amikor 1902. szeptember 4-én ünnepélyesen átadták a vonalat, ez volt a világ első, nagyfeszültségű váltakozó árammal működtetett vasútvonala. Táplálására a Morbegno városka közelében, az Adda folyón az Alpokból lefutó folyók vízenergiájából nyerhették a 20 kilovoltos feszültségű áramot. Innen táplálták kilenc 20/3 kilovoltos feszültségű, egyenként 300 kVA névleges teljesítményű transzformátorállomáson keresztül a kétpólusú munkavezetéket, illetve a harmadik fázis vezetésére szolgáló síneket. A technikai újdonságot a lényegesen nagyobb, 3000 voltos feszültség jelentette. Mivel elégedettek voltak a Ganz teljesítményével, 1903-ban három, majd 1904-ben további négy mozdonyt rendeltek.
Az olasz kormány az időközben államosított vasút nagyarányú villamosítását határozta el, azzal a megkötéssel, hogy a villamos berendezések és a járművek csak Olaszországban készülhetnek. A Ganzban meghatározó banktőke semmiféle kockázatot nem akart vállalni, és önként átadta a piacot. A Westinghouse cég megvette Kandó szabadalmait és Vado Liguréban mozdonygyárat épített. A gyár vezetését Kandóra bízták. Kandó elfogadta a meghívást, és több munkatársával Vadóba költözött.

### Olaszországban
Két mozdonytípust fejlesztett ki. Az ötcsatlós Giovi vagy Cinquanta elnevezésű mozdonyok Kandó legnagyobb számban gyártott gépei voltak. 1912-ben elkészült a 100 km/h sebességű, 2000 kW teljesítményű Trenta nevű gyorsvonati mozdony, ami a leggazdaságosabb mozdonya lett. Az első világháború során 1915-ben hadiállapotba kerültünk Olaszországgal. Kandó még szerencsésen hazatért, és kétéves katonai szolgálat után (tanulmányai hatására a MÁV és a Ganz gyár kieszközölte Kandó felmentését a katonai szolgálat alól) a Ganz Danubius gyár műszaki-, majd vezérigazgatója lett.

### Az új vontatási rendszer

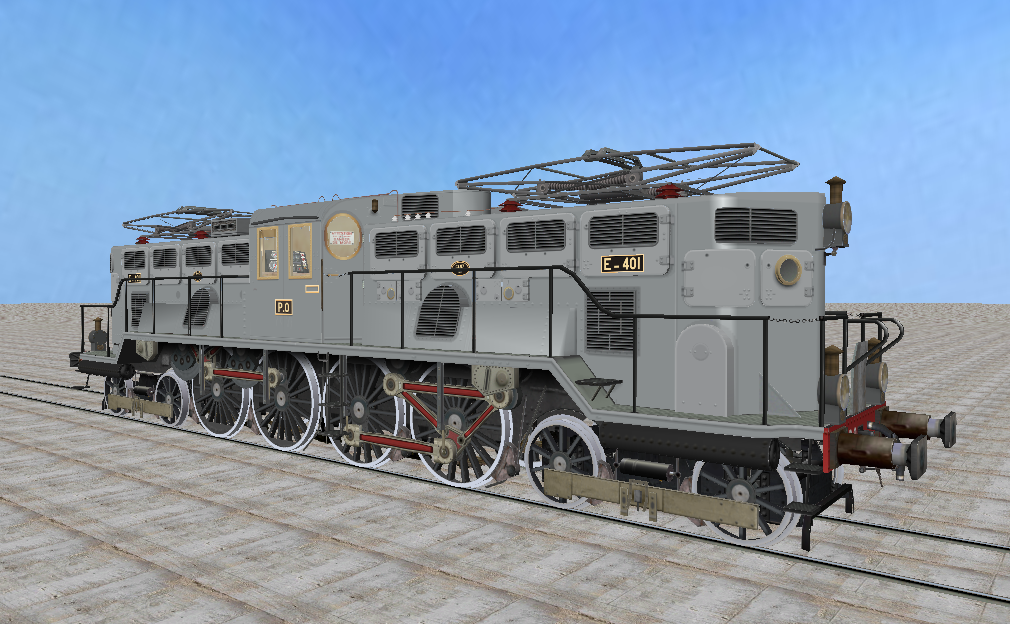
2BB2 400 sorozatú villamos mozdony számítógépes modellje

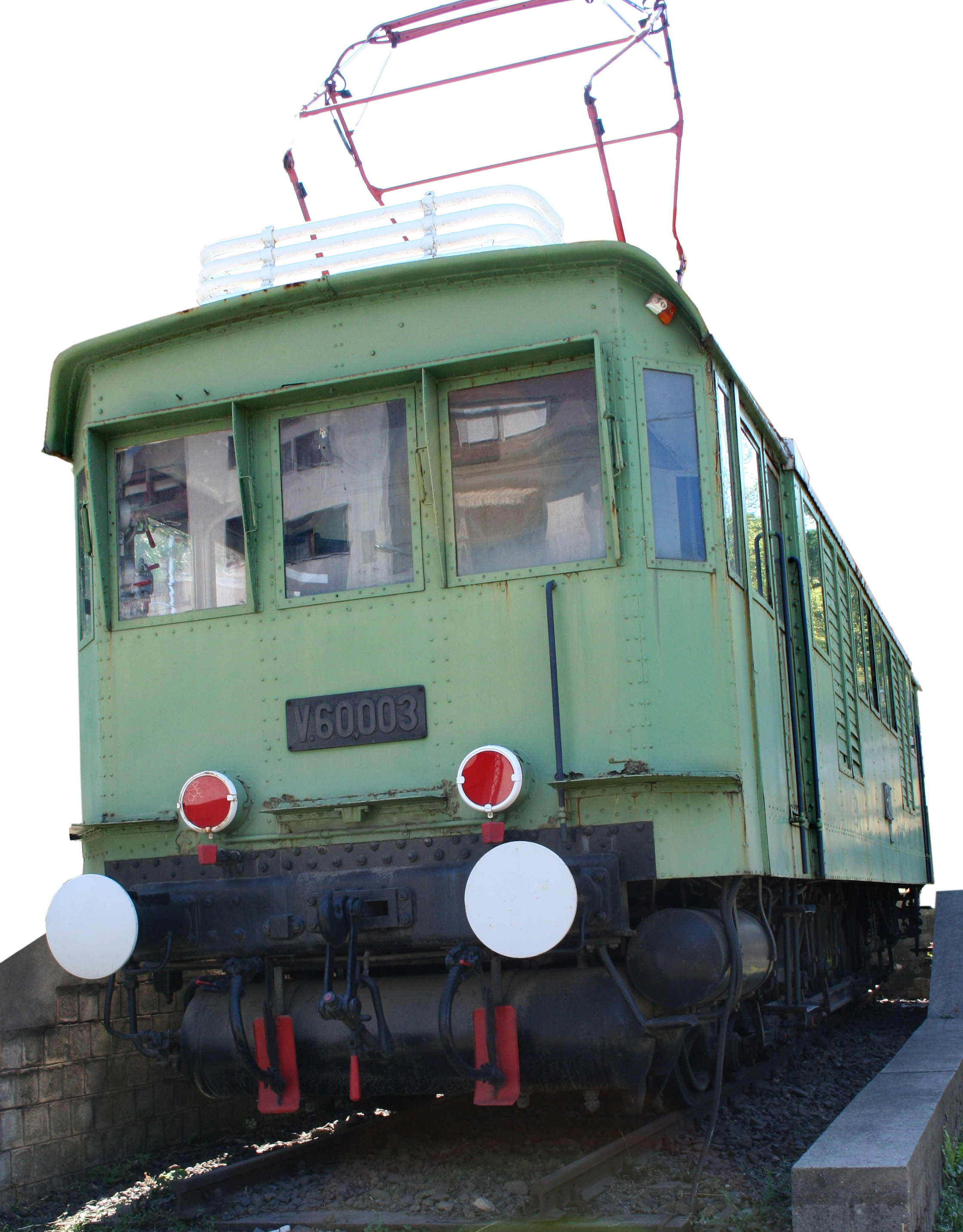
A MÁV V60-as Kandó-mozdony 2000-ig a Budapesti Műszaki Főiskola (Ma Óbudai Egyetem) Kandó Kálmán Villamosmérnöki Karának Bécsi úti épülete előtt állt, ma a Magyar Vasúttörténeti Parkban tekinthető meg.

Kandó már 1900-ban javasolta a vasutak villamosítását. Rámutatott, hogy a megoldás csak az országos energiagazdálkodáson belül lehetséges, úgy, hogy az 50 Hz-es egyfázisú váltakozó áramot a mozdonyban háromfázisúvá alakítva táplálják a vontatómotorokat. Hazatérése után azonnal hozzákezdett a rendszer részletes kidolgozásához. 1922-ben még vezérigazgatói állásáról is lemondott, és a Ganz Villamossági Rt. műszaki tanácsadójaként kizárólag a villamos mozdonyok tervezésével és a Villamosmozdony Szerkesztési Osztály irányításával foglalkozott. A gazdasági helyzet miatt kísérletei csak 1923. október 1-jén kezdődhettek meg a Budapest-Nyugati–Dunakeszi-Alag (ma Dunakeszi) vonalszakaszon. A munkavezeték 15 kV-os, 50 Hz-es áramát a mozdonyban a fázisváltónak nevezett új villamos gép alakította át. A próbaüzem igazolta Kandó elgondolásának helyességét, egyúttal rámutatott a mozdonyon szükséges változtatásokra. Külföldön nagy feltűnést keltett, hogy az első világháborútól meggyötört Magyarországon már a gyakorlatban is megvalósították ezt a rendszert. A MÁV elhatározta a 190 km hosszú Budapest-Hegyeshalom fővonal új rendszerrel történő villamosítását. A rendszert az 1930-ban üzembe helyezett Bánhidai Erőműből indított háromfázisú 110 kV-os távvezetékről táplálták négy transzformátor állomáson átalakított, egyfázisú 16 kV 50 Hz munkavezetéken keresztül. A négy vonalszakasz közül kettő ugyanarra a fázisra van kapcsolva, a másik kettő pedig a másik fázist terhelik. Ezáltal a vasút az egyfázisú táplálás ellenére is nagyjából szimmetrikus terhelést jelent az erőmű számára. A transzformátor alállomások egyszerűek, olcsók és kitűnő hatásfokúak voltak. Az alállomások távolsága nagyobb lett, mint bármely más rendszernél (35–40 km). Kísérleti jelleggel a Torbágyi alállomást kikapcsolva és a táplálást a bánhidai alállomás vette át. A betáplálástól 74 km-re így is zavartalan üzemet lehetett tartani. A fázisváltós rendszerrel villamosított vonalon Komáromig 1932-ben indult meg a forgalom. A fázisváltós rendszer létrehozását már 1919-ben megfogalmazott tanulmányában eredményesen támogatta Verebélÿ László a MÁV Vasútvillamosítási Osztály vezetőjeként.
A kísérleti mozdonyok próba időszaka alatt Kandó több külföldi felkérést is teljesített. 1926-ban megtervezte Európa akkor két legnagyobb teljesítményű egyenáramú gyorsvonati mozdonyát (fr:2BB2 400) a Párizs-Orléans vonal számára.
Az egyre sokasodó megfeszített munka, a bekövetkezett családi tragédiák, és nem utolsósorban élete főműve, a fázisváltós rendszer megvalósítását befolyásoló külföldi kölcsön körüli huzavona együttesen felőrölték Kandó egészségét és 1931. január 13-án szívszélhűdés következtében váratlanul elhunyt. 1931. január 16-án a Budapest főváros által adományozott, a Kerepesi temetőben létesített díszsírhelyben temették el.
Rendszerének végleges beüzemelését, főművének megvalósulását nem érte meg, az általa tervezett mozdonyt már nem láthatta. 1932. augusztus 17-én került sor a V40 001 pályaszámú, első fázisváltós mozdony műtanrendőri próbájára. Halála után az általa kijelölt úton haladt tovább a villamosmozdony-fejlesztés Ratkovszky Ferenc és Mándi Andor irányításával.
Kandó Kálmán sokoldalú, fölényes elméleti tudású gépészmérnök, kitűnő elektrotechnikus és nagy képzelőerejű konstruktőr volt. A villamos vasúti vontatás történetének váltakozó áramú fejezete elválaszthatatlan Kandó emlékétől, és munkásságától.

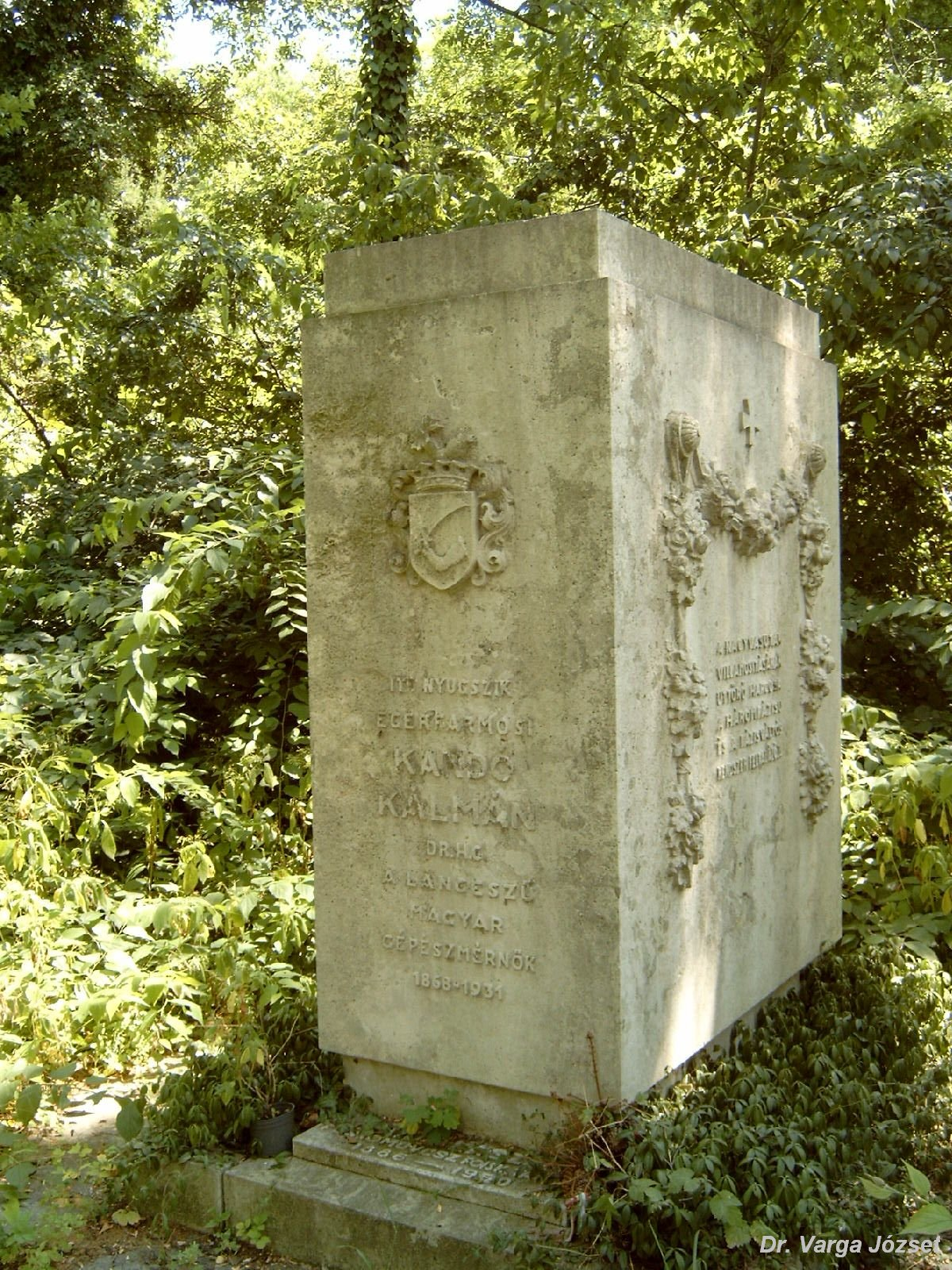
Sírja a Fiumei úti sírkertben (46-1-6). Müller Ernő alkotása.

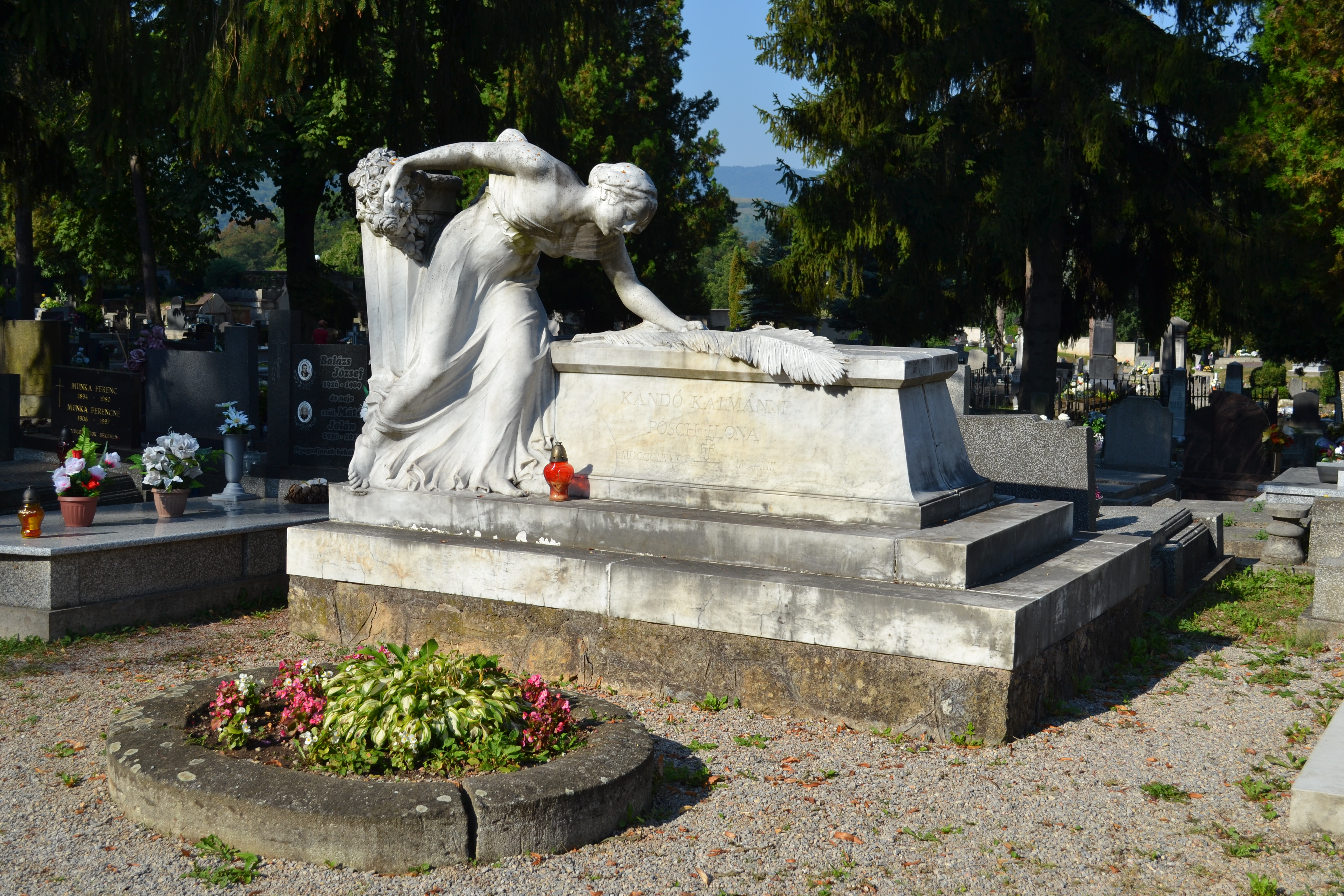
Kandó Kálmánné, Posch Ilona sírja Rozsnyón. Amleto Cataldi olasz szobrász alkotása.

## Szabadalmai
Ez a szó, hogy Kandónak munkatársa voltam könnyen félreértésre adhat alkalmat. Kandó annyira fölötte állt mindenkinek, hogy neki munkatársa nem lehetett senki. Mellette a munkatárs szerepe csak az volt, hogy közvetítette az ő ideáit.
Kandó Kálmán 1895–1929 között megadott szabadalmainak száma 69. A szabadalmak a villamos vasúti motorok, többfázisú váltóáramú motorok, önműködő kapcsolóberendezések, felsővezetékek és erőátviteli telepek témái köré csoportosíthatók.

## Elismerése
A Magyar Tudományos Akadémia 1927. május 5-én levelező tagjává választotta. Munkásságát 1930-ban Corvin-koszorú kitüntetéssel ismerték el.
Miskolcon nevét viseli a Tiszai pályaudvar előtti tér, ahol szobra is áll, valamint egy szakközépiskola is. Budapesten az ő nevét viselte az egykori Kandó Kálmán Villamosipari Műszaki Főiskola is, ami ma az Óbudai Egyetem része. Róla nevezték el a 126245 Kandókálmán kisbolygót.
A MÁV-START-nál közlekedő 630 038 (korábban V63 138) pályaszámú Ganz-MÁVAG gyártású villamos mozdony az 1990-es évek elején kapta meg Kandó Kálmán nevét, 2011-ben pedig a 480 001 pályaszámú Bombardier TRAXX mozdony kapott rá emlékező matricázást.

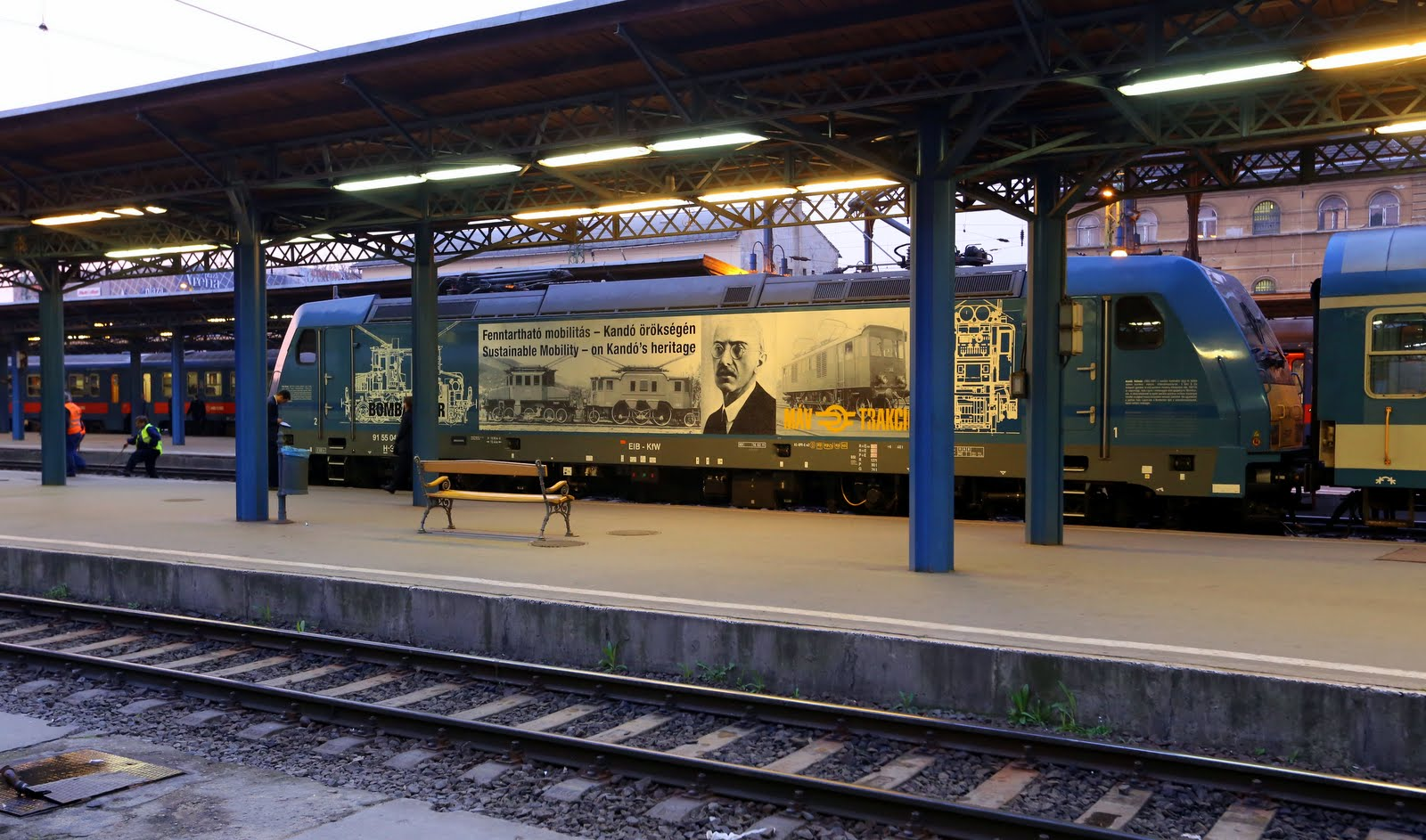
a 480 001 psz. mozdony

2001-ben posztumusz Magyar Örökség díjban részesült.